# 8323 Krimigis
8323 Krimigis (1979 UH) là một tiểu hành tinh vành đai chính được phát hiện ngày 17 tháng 10 năm 1979 bởi E. Bowell ở trạm Anderson Mesa thuộc đài thiên văn Lowell. Tênd after Dr Stamatios Krimigis. The I.A.U. in 1999 named asteroid "8323 Krimigis", (previously 1979 UH) in his honor.